# Blepharicera kalmiopsis
Blepharicera kalmiopsis är en tvåvingeart som beskrevs av Jacobson och Gregory W.Courtney 2008. Blepharicera kalmiopsis ingår i släktet Blepharicera och familjen Blephariceridae.
Artens utbredningsområde är Oregon. Inga underarter finns listade i Catalogue of Life.